# Nicola De Giosa
Nicola De Giosa (* 15. Mai 1819 in Bari; † 7. Juli 1885 ebenda) war ein italienischer Komponist und Dirigent.

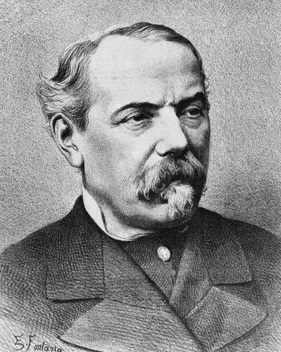

De Giosa hatte in seiner Kindheit Flötenunterricht, den er ab 1834 am Conservatorio S. Pietro a Maiella in Neapel bei Pasquale Bongiorno fortsetzte. Er studierte dort auch Komposition, zunächst bei Francesco Ruggi und Niccolò Antonio Zingarelli, später bei Gaetano Donizetti. Für einen Kompositionswettbewerb des Konservatoriums entstanden anlässlich des Todes von Wenzel Robert von Gallenberg die Kompositionen Una lacrima sulla tomba del conte di Gallenberg für Sopran, Chor und Orchester und Inno funebre für vier Stimmen, Chor und Orchester. Wegen Auseinandersetzungen mit dem Direktor Saverio Mercadante musste De Giosa das Konservatorium ohne Abschluss verlassen, debütierte jedoch bereits 1842 erfolgreich mit der Oper La casa degli artisti  am Teatro Nuevo.
Diesem ersten Werk folgten fünfzehn weitere Opern, die mit durchweg großem Erfolg überwiegend in Neapel uraufgeführt wurden. Von 1860 bis 1867 leitete De Giosa im Wechsel mit Giuseppe Puzone das Orchester des Teatro S. Carlo und leitete dort die Erstaufführungen der Opern Un ballo in maschera von Giuseppe Verdi, Der Prophet von Giacomo Meyerbeer und Faust von Charles Gounod. 1868–69 war er Direktor des Teatro La Fenice in Venedig. Nach einem erneuten Jahr am Teatro San Carlo wirkte er 1870–71 als Orchesterleiter einer italienischen Theaterkompagnie am Vizeköniglichen Theater von Kairo.
Ab 1872 leitete De Giosa das Orchester des Teatro Colón in Buenos Aires. Nach seiner Rückkehr nach Neapel 1875 war er Direktor des Teatro Sannazzaro. Hier führte er in einer Reihe von komischen italienischen Opern u. a. Gioacchino Rossinis Il turco in Italia und im Rahmen einer Konzertreihe der Nuova Società orchestrale Donizettis sinfonisches Scherzo Triangolo e Tamburo auf. 1876 beendete er seine Laufbahn als Dirigent und verbrachte seine letzten Lebensjahre in Bari.

## Bühnenwerke
- La casa di tre artisti (Libretto: Andrea Passaro), Commedia buffa per musica, 1842
- Elvina (Libretto: Almerindo Spadetta), Melodramma semiserio, 1845
- Ascanio il giojelliere (Libretto: Giuseppe Sesto Giannini), Melodramma, 1847
- Le due guide (Libretto: Marco D’Arienzo), Melodramma, 1847
- Don Checco (Libretto: Almerindo Spadetta), Opera buffa, 1850
- Folco d’Arles (Libretto: Salvadore Cammarano nach Ruy Blas von Victor Hugo), Melodramma tragico, 1851
- Guido Colmar (Libretto: Domenico Bolognese), Tragedia lirica, 1852
- Ettore Fieramosca (Libretto: Domenico Bolognese), Tragedia lirica, 1855
- Isella la modista (LibrettO: Leopoldo Tarantini), Opera giocosa, 1857
- Un geloso e la sua vedova (Libretto: Ernesto Del Preite), Commedia lirica, 1857
- Lo zingaro (Librettist unbekannt), Melodramma tragico, 1859
- Il bosco di Dafne (Libretto: Michelle Achille Bianchi), Dramma giocoso, 1864
- Il marito della vedova, 1870
- Il pipistrello (Libretto: Enrico Golisciani nach P. J. B. Coudard Desforges), 1875
- Napoli di carnovale (Libretto: Marco D’Arienzo), Opera giocosa, 1876
- Il conte di S. romano (Libretto: Enrico Golisciani), Dramma lirico, 1878
- Rabagas (Libretto: Enrico Golisciani nach Victorien Sardou), Opera parodia, 1882